# 줘룽타이
줘룽타이(중국어: 卓榮泰, 1959년 1월 22일 ~ )는 중화민국의 정치인이다. 차이잉원 총통이 2018년 지방 선거에서 민주진보당의 패배에 대한 책임을 지고 당 주석직에서 물러나면서 후임 주석으로 선출됐다.